# Malloewia nitida
Malloewia nitida är en tvåvingeart som först beskrevs av Oswald Duda 1930.  Malloewia nitida ingår i släktet Malloewia och familjen fritflugor. Inga underarter finns listade i Catalogue of Life.